# 토마토 주스

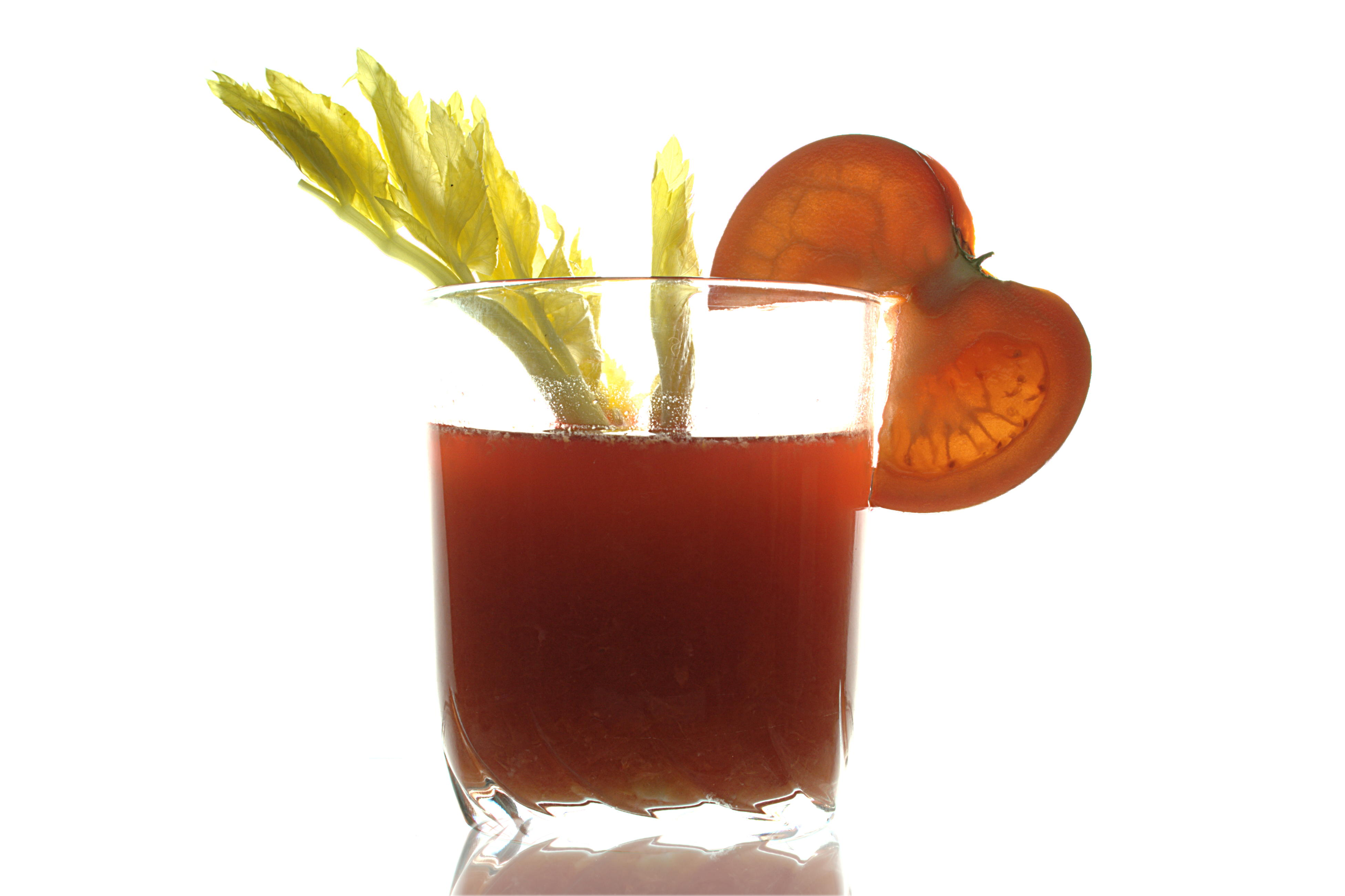
토마토 조각과 잔가지로 장식된 유리잔 속 토마토 주스

토마토 주스(Tomato juice)는 토마토로 만든 주스로, 주로 블러디 메리, 시저, 미첼라다와 같은 칵테일이나 그냥 음료로 사용된다.

## 생산
많은 상업용 토마토 주스 제조업체는 소금을 첨가하기도 한다. 양파가루, 마늘가루 및 기타 향신료와 같은 다른 재료도 종종 첨가된다. 미국에서는 대량 생산된 토마토 주스가 1920년대 중반에 판매되기 시작했으며, 몇 년 후 인기 있는 아침 식사 음료가 되었다.
미국에서는 대부분의 토마토 주스가 토마토 페이스트로 만들어지지만, 압착도 허용된다. 토마토는 (완제품의 색상 표준을 사용하여) 잘 익어야 하며, 대부분 흠집이 없고 씨앗이 제거되어야 한다. 총 고형분 함량은 5.0%를 초과해야 하며, 물 첨가는 허용되지 않는다. 추가 소금 및 유기 산미료는 허용되지만 감미료는 허용되지 않는다.
캐나다에서 토마토 주스는 농축되지 않고 저온 살균된다. 기타 요구 사항은 감미료, 구연산, 소금이 허용되는 첨가물이라는 점을 제외하고는 대체로 유사하다. 일반적으로 재구성 주스는 명확하게 라벨링되어야 한다.

## 역사
토마토 주스는 1917년 인디애나 남부의 프렌치 릭 스프링스 호텔에서 루이 페린이 처음 음료로 제공했다고 전해진다. 으깬 토마토, 설탕, 특제 소스의 조합은 빠르게 퍼져나갔다.

## 용도

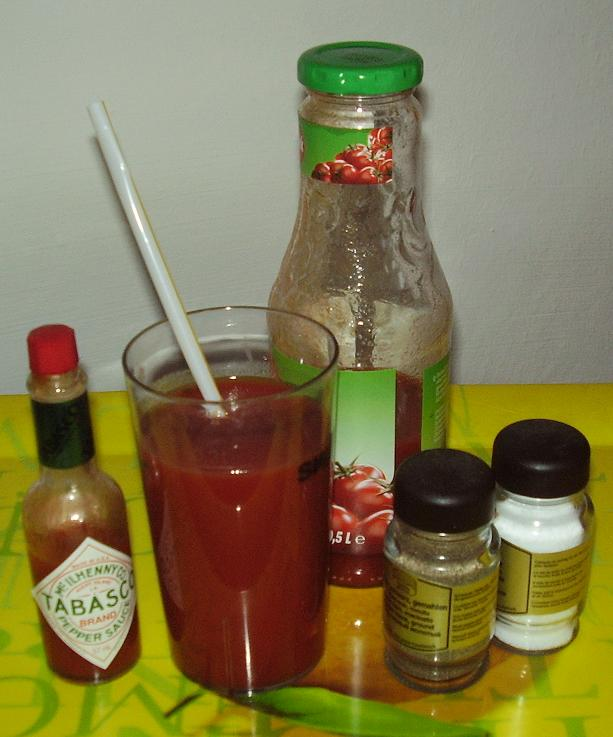
블러디 메리 믹스에서 발견되는 다른 재료들과 함께 있는 토마토 주스

캐나다와 멕시코에서는 토마토 주스를 흔히 맥주와 섞어 마시는데, 캐나다에서는 캘거리 레드아이(Calgary Red-Eye)로, 멕시코에서는 세르베사 프레파라다로 알려져 있다. 토마토 주스는 블러디 메리와 블러디 시저 칵테일, 그리고 칵테일 믹서인 클라마토의 기본 재료이다. 영국에서는 토마토 주스를 우스터 소스와 흔히 섞어 마신다. 독일에서는 토마토 주스가 멕시카너 혼합 쇼트의 기본 재료이다.
차가운 토마토 주스는 한때 미국 레스토랑에서 애피타이저로 인기가 있었다.
토마토 주스는 캔 토마토의 포장 액체로 자주 사용되지만, 야채와 소스에 대한 관세 문제로 국제 상거래에서는 때때로 토마토 퓌레로 대체되기도 한다. Cook's Illustrated 잡지에 따르면, 퓌레 대신 주스에 포장된 토마토가 맛 테스트에서 더 신선한 맛으로 인식되어 선호되는 경향이 있다.
토마토 주스는 다양한 락토바킬루스속 종을 배양하는 데 사용되는 토마토 주스 우무를 준비하는 데 사용된다.
토마토 주스는 비행기 승객들 사이에서 인기 있는 음료이다. 얀과 단도(Yan and Dando)의 작은 연구는 이것이 시끄럽고 압력 있는 객실 환경에서 감칠맛 인식이 증가하기 때문이라고 시사한다. 또 다른 설명은 영화관에서 팝콘을 먹는 것과 유사하게 전통이 되었다는 것이다.

## 같이 보기
- 주스 목록